# Johny Vansevenant
Johny Vansevenant (Roeselare, 13 juli 1958) is een Vlaamse journalist die jarenlang in dienst was bij de VRT. Hij specialiseerde zich in Wetstraatjournalistiek.

## Carrière
Vansevenant groeide op in Lichtervelde en studeerde Germaanse filologie aan de Gentse universiteit. Na zijn legerdienst in 1980 deed hij interims in het middelbaar onderwijs. Vanaf 1984 gaf hij Nederlands aan Franstalige ambtenaren in Brussel en combineerde dit met reportagewerk voor de gewestelijke radio Omroep West-Vlaanderen.
Vansevenant slaagde voor het journalistenexamen van de BRT in 1987. In januari 1988 ging hij aan het werk bij de nieuwsdienst van de radio, waar hij verslaggeving deed. Sedert 1990 volgde Vansevenant de Belgische politiek voor de VRT en werkte hij voor De zevende dag.
Op 1 augustus 2023 ging hij met pensioen. Vanwege zijn expertise stond de VRT hem toe om toch nog mee te werken aan de verslaggeving over de verkiezingen van 2024, zij het niet in dienstverband.
Vansevenant woont sinds 1990 in Gent en is getrouwd. Het koppel heeft twee kinderen.
In 2004 nam Vansevenant deel aan het tweede seizoen van de Slimste Mens ter Wereld. Na twee deelnames moest hij de quiz verlaten.

## Eredoctoraat
In 2012 kreeg Vansevenant - samen met John Cleland, Silvana Sciarra, Wil van der Aalst en Rames Raskar - een eredoctoraat aan de UHasselt in het thema "managing the information overload". Vansevenant krijgt de titel voor zijn werk als radioverslaggever. De keuze voor Vansevenant heeft diverse redenen:
- Hij is twee decennia toonbeeld van duidelijke journalistiek;
- Zijn betrokken maar neutrale en betrouwbare verslaggeving;
- Uit diverse (gekleurde) bronnen distilleert hij heldere, korte feiten;
- Complexe situaties worden eenvoudig en duidelijk weergegeven;
- Zijn werk toont de relevantie van het medium radio.

## Sociale media
Vansevenant laat zich journalistiek horen via sociale media, die hij tot op zekere hoogte vergelijkt met radio. In beide gevallen gaat het om snelle media. Vansevenant gebruikte als eerste VRT-journalist Twitter voor zijn eigen originele berichtgeving vanuit de Wetstraat (Ivan De Vadder gebruikte eerder Twitter door er berichten van Belga op over te schrijven). Via Facebook rapporteert Vansevenant uitgebreider.

## Auteur
Vansevenant is bezeten van wielrennen uit de jaren 60 en 70. Samen met Patrick Cornillie schreef hij De mannen achter Merckx. Daarin vertellen de ploegmaats over Eddy Merckx als wielrenner en als mens. Eerder schreef hij “Maffia aan de Maas” over Luik, het Agusta-dossier en de moord op André Cools (1993). Het boek De Agusta-affaire is een kroniek van de omstreden helikopteraankoop in 1994. Hij bracht in 2013 het boek 'De mannen tegen Merckx' uit.